# Protestantský kostel v Batignolles
Protestantský kostel v Batignolles (fr. Temple protestant des Batignolles) je farní kostel francouzské reformované církve v 17. obvodu v Paříži na Boulevardu des Batignolles ve stejnojmenné čtvrti.

## Historie
První kostel byl na tomto místě vystavěn v roce 1834. Kostel měl kapacitu 450 osob, přesto zanedlouho nepostačoval. Bylo proto rozhodnuto o výstavbě nového kostela s kapacitou až 1000 osob. Provedením stavby byl pověřen Félix Paumier a výstavba probíhala v letech 1895–1898. Fasáda směrem na Boulevard des Batignolles je z neomítnutého kamene. Varhany vyrobil německý varhanář Joseph Merklin v roce 1898. Po druhé světové válce byla na sousední parcele vybudována fara.